# Judo-Juniorenweltmeisterschaften 1983
Die Judo-Juniorenweltmeisterschaften 1983 wurden von 10.–12. Juni 1983 in Mayaguez, Puerto Rico, abgehalten. Es nahmen 100 Judoka aus 22 Nationen teil.
Ursprünglich sollte 1982 die Judo-Jugend-WM in Brasilien stattfinden, diese musste allerdings abgesagt werden. Die Panamerikanische Judounion organisierte daher kurzfristig für das darauffolgende Jahr die Weltmeisterschaft in Puerto Rico.
Der IJF Generalsekretär Heinz Kempa, kritisierte die schlechten Leistungen der Sportler und forderte eine Rückkehr zur Altersklasse U21 anstatt der U20.

## Ergebnisse
| Gewichtsklasse     | Gold                        | Silber            | Bronze                 |
| ------------------ | --------------------------- | ----------------- | ---------------------- |
| - 60 kg            | Jae-Yup Kim                 | Zhu Fangqing      | Jean-Marie Le Sonn     |
| - 60 kg            | Jae-Yup Kim                 | Zhu Fangqing      | Tatsuya Itadoko        |
| - 65 kg            | –                           | Sergei Kosmynin   | Ismael Borboña Luputey |
| - 65 kg            | –                           | Sergei Kosmynin   | Paul Sheals            |
| - 71 kg            | Jong-Young Kim              | Bashir Varaev     | Philippe Taurines      |
| - 71 kg            | Jong-Young Kim              | Bashir Varaev     | Yukiharu Yoshitaka     |
| - 78 kg            | Shinji Tagawa               | Martin McSorley   | Kuang-Hun Hwang        |
| - 78 kg            | Shinji Tagawa               | Martin McSorley   | Joey Wanag             |
| - 86 kg            | Antonio Roberto Lang Iznaga | Kuk-Il Ahn        | Atsushi Hasegawa       |
| - 86 kg            | Antonio Roberto Lang Iznaga | Kuk-Il Ahn        | Theo Meijer            |
| - 95 kg            | Aurélio Miguel              | Tatsuhiro Honmura | Eun-Do Park            |
| - 95 kg            | Aurélio Miguel              | Tatsuhiro Honmura | Aleksey Khachidze      |
| + 95 kg            | Gennady Yaremenko           | Ryuji Okada       | Pascal Dard            |
| + 95 kg            | Gennady Yaremenko           | Ryuji Okada       | Frederico Flexa        |
| Quelle: Judoinside |                             |                   |                        |